# Per Øhrgaard
Per Øhrgaard (* 6. Februar 1944 in Kopenhagen) ist ein dänischer Germanist, Sprachhistoriker und Übersetzer.

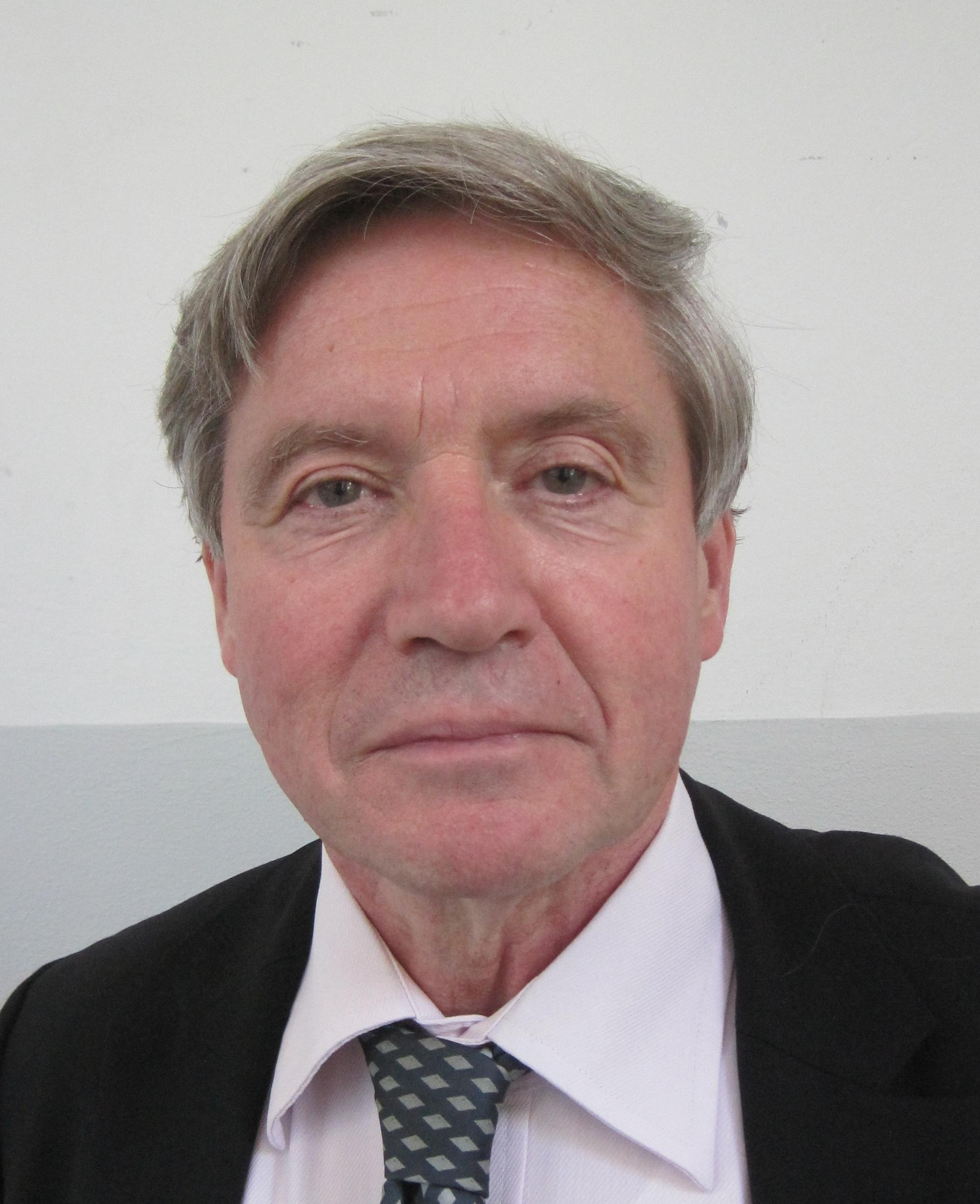
Per Øhrgaard (2013)

## Leben
Øhrgaard legte 1962 sein Abitur am Gymnasium Vestre Borgerdydskole in Kopenhagen ab. Bereits zu Schulzeiten hatte er 1961 eine Sommerakademie an der Universität Tübingen besucht. Nach dem Gymnasium begann er das Studium der Germanistik an der Universität Kopenhagen, studierte anschließend aber auch an der FU Berlin und der Universität Kiel. 1969 schloss er das Studium in Kopenhagen mit dem akademischen Grad Mag.art., der in etwa mit einem deutschen Doktorgrad vergleichbar ist, ab.
Im Anschluss war er wissenschaftlicher Assistent im Bereich deutsche Literatur und habilitierte sich 1978 mit einer Studie über Goethes Bildungsroman Wilhelm Meisters Lehrjahre. Von 1980 bis 2003 war Øhrgaard Professor für deutsche Philologie an der Universität Kopenhagen. Anschließend war er von 2003 bis 2007 Gastprofessor an der Copenhagen Business School und bis 2013 dort Professor für Deutsch und Europäische Studien.
1991 wurde er Mitglied der Königlich Dänischen Akademie der Wissenschaften und gehört seit 2001 der Danske Akademi an, seit 2012 als deren Sekretär. Außerdem war er ab 1978 Mitglied von P.E.N. Dänemark, dessen Präsident von 1983 bis 1990 und wieder seit 2015. Seit 2004 ist er Mitglied der Deutschen Akademie für Sprache und Dichtung in Darmstadt. Der Niedersächsischen Akademie der Wissenschaften zu Göttingen gehört er seit 2005 als korrespondierendes Mitglied an.
Von 1993 bis 2013 war Øhrgaard Mitglied im Verwaltungsrat der Carlsberg-Stiftung und bis 2014 im Aufsichtsrat der Brauerei Carlsberg.

## Auszeichnungen
- 2015: Direktør Louis Hartmann og hustru Emilie Hartmanns Mindepris
- 2003: Friedrich-Gundolf-Preis für die Vermittlung deutscher Kultur im Ausland
- 2001: Henrik-Steffens-Preis
- 1994: Goethe-Medaille
- 1992: Dannebrogorden
- 1989: Verdienstorden der Bundesrepublik Deutschland 1. Klasse

## Schriften
- Tyskland: Europas hjerte. Kopenhagen 2009, ISBN 978-87-02-08255-5.
- Günter Grass: ein deutscher Schriftsteller wird besichtigt. München 2007, ISBN 978-3-423-34446-3.
- Goethe. Et essay. Kopenhagen 1999, ISBN 82-05-26511-9.
- Die Genesung des Narcissus: eine Studie zu Goethe: Wilhelm Meisters Lehrjahre. Habilitationsschrift. Kopenhagen 1978, ISBN 87-503-2619-8
- C. F. Meyer: zur Entwicklung seiner Thematik. Dissertation, Kopenhagen 1969.
- als Hrsg.: So ist jeder Übersetzer ein Prophet in seinem Volke. Vom Geschäft des Übersetzens. Wallstein, Göttingen 2011 (Reihe: Valerio. Das Magazin für die Deutsche Akademie für Sprache und Dichtung).
  - Nicola Denis: Rezension. (PDF; 1,7 MB) In: Übersetzen, Zeitschrift des VdÜ, 2012, 2, S. 14

Daneben hat Øhrgaard zahlreiche deutsche Autoren ins Dänische übersetzt, darunter Günter Grass, Hans Magnus Enzensberger, Max Frisch, Franz Kafka, Robert Walser und Friedrich Schiller.